# John V. Evans
John Victor Evans Sr. (18 janvier 1925 - 8 juillet 2014) est un homme politique américain de l'Idaho. Membre du Parti démocrate, il est le 27e gouverneur de l'État et reste en fonction pendant 10 ans, de 1977 à 1987.

## Biographie
Né à Malad, dans l'Idaho Evans est un fantassin de l'armée américaine pendant la Seconde Guerre mondiale. Après la guerre, il fréquente l'Université Stanford et obtient son diplôme en 1951. Lui et sa femme, Lola Daniels Evans (1927–2015), sont mariés pendant plus de 69 ans et ont cinq enfants,.

## Carrière
Evans retourne à Malad après l'université pour aider à gérer le ranch familial de blé et de bétail. Il est élu au Sénat de l'Idaho à l'âge de 27 ans en 1952 et réélu en 1954 et 1956, servant comme chef de la majorité lors de son dernier mandat. En 1960, Evans devient maire de Malad City et occupe ce poste jusqu'en 1966. Il revient au Sénat de l'État en 1969 et est chef de la minorité de 1969 à 1975.
Evans est élu lieutenant-gouverneur en 1974 et devient gouverneur en janvier 1977 lorsque Cecil Andrus devient secrétaire à l'Intérieur dans la nouvelle administration Carter.
Evans termine le mandat d'Andrus et est élu gouverneur en 1978, battant le président républicain de la Chambre, Allan Larsen de Blackfoot. Il est mormon. Arnold Williams est le premier mormon à occuper le poste de gouverneur, occupant ce poste pendant un peu plus d'un an à partir de fin 1945 mais perd les élections de 1946.
Evans est réélu en 1982, battant de justesse le lieutenant-gouverneur républicain Phil Batt de Wilder dans une compétition si serrée le soir des élections qu'au moins une chaîne de télévision de l'Idaho déclare à tort Batt vainqueur,.
Après près d'une décennie en tant que gouverneur, Evans se présente sans succès au Sénat américain en 1986, battu par le républicain sortant Steve Symms de Caldwell. Il est remplacé comme gouverneur par Andrus.
Alors qu'il est gouverneur en 1981, le fils d'Evans, John, âgé de 29 ans, est la cible d'une tentative d'enlèvement déjouée à Burley,.

## Fin de carrière
Evans devient président de la banque familiale DL Evans Bank à Burley en janvier 1987, qui est fondée en 1904 à Albion par son grand-père, David Lloyd Evans Sr. (1854–1929). Evans est décédé à l'âge de 89 ans à son domicile de Boise le 8 juillet 2014,. Moins d'un an plus tard, la veuve d'Evans, Lola, est décédée à son domicile de Boise le 19 mai 2015, à l'âge de 88 ans. Ils sont enterrés au cimetière de la ville de Malad.